# HMS Edinburgh (D97)
El HMS Edinburgh (D97) fue un destructor Tipo 42 Batch 3 de la Royal Navy comisionado en 1985 y dado de baja en 2013.

## Historia
Construido por Vosper Thornycroft, fue puesta en gradas en 1980, botada en 1983 y asignada en 1985.
En 1992 el HMS Edinburgh participó de la Armilla patrol en Oriente Medio. En 2001, 2006, 2011 y 2012 cumplió patrullas en el Atlántico Sur y las Islas Malvinas.
Fue dado de baja en 2013. Fue la última unidad de su clase en ser retirada.